# Бойко, Максим Симонович
Максим Симонович Бойко (псевдонимы: Максим Волынский, Роман Сосна и другие; 22 февраля 1912 — 6 февраля 1998) — библиотекарь, библиограф, публицист, историк.
Родился в селе Лопушное (ныне село Кременецкого района Тернопольской области). Учился в Украинском технико-хозяйственном институте в Подебрадах (1943—1945, Чехия). Окончил Украинскую экономическую высшую школу в Мюнхене (1948, Германия), Оттавский университет (1962, Канада), докторантуру УСУ (1969, право и обществ. науки). Один из основателей Института исследований Волыни в Виннипеге (Канада) и Волынского библиографического центра (Блумингтон, штат Индиана, США). Секретарь Института исследований Волыни (июль 1951). Автор работ по истории библиографии, книговедения, истории Волыни.

## Сочинения
- Бібліографія джерел історії Волині: Описовий довідник до 1900. Блумінгтон, 1969;
- Економічні та соціальні проблеми в історії Волині. Блумінгтон, 1971;
- Історично-бібліографічний огляд друкарства Волині: 1578—1830. Блумінгтон, 1972;
- Внутрішні прикраси острозьких друків. «Біблос», 1972, № 4;
- Бібліографічний довідник поселень Волині XIX ст. Блумінгтон, 1973;
- Бібліографія церковного життя Волині. Блумінгтон, 1974;
- Бібліографія наукових праць О.Цинкаловського. В кн.: Цинкаловський О. Старовинні пам’ятки Волині. Торонто, 1975;
- Бібліографічний огляд збройної боротьби Волині. Торонто, 1976;
- Книгодрукування в Почаєві й Крем’янці та мандрівні друкарні. Блумінгтон, 1980;
- Острозька Біблія — королева українських книг. Блумінгтон, 1981;
- Бібліографія періодики Волині. Блумінгтон, 1982;
- Інститут Дослідів Волині у Вінніпегу, 1951—1986: Організація та публікації. Блумінгтон, 1983;
- Історичними шляхами української бібліографії. Блумінгтон, 1984;
- Думки про бібліографію. «Гомін України», 1986, № 5;
- Українська бібліографія Материка і діаспори: Матеріали. Блумінгтон, 1989;
- Роки, карбовані друком: 1949—1989. Бібліографія. Блумінгтон, 1990.